# البنية والتسلسل والتنظيم
البنية والتسلسل والتنظيم مصطلح يستعمل في الولايات المتحدة لتحديد أساس لمقارنة عمل برمجي بآخر من أجل تحديد ما إذا كان النسخ ينتهك حقوق الطبع والنشر، حتى عندما لا يكون العمل الثاني نسخة طبقة الأصل.